# Claudia Sheinbaum
Claudia Sheinbaum Pardo (sinh ngày 24 tháng 6 năm 1962) là một chính trị gia, nhà khoa học và học giả người Mexico, hiện là Tổng thống của Mexico, người phụ nữ đầu tiên được bầu vào vị trí này. Bà là thành viên của Phong trào Tái thiết Quốc gia.
Từ năm 2000 đến năm 2006, Sheinbaum giữ chức Giám đốc Sở Môi trường Thành phố Mexico trong nhiệm kỳ Andrés Manuel López Obrador là Thị trưởng. Bà là quận trưởng quận Tlalpan từ năm 2015 đến năm 2017 và được bầu làm người đứng đầu chính quyền Thành phố Mexico trong cuộc bầu cử năm 2018, nơi bà điều hành một chiến dịch nhấn mạnh việc kiềm chế tội phạm và thực thi luật quy hoạch.
Là một nhà khoa học chuyên nghiệp, Sheinbaum nhận bằng Tiến sĩ kỹ thuật năng lượng tại Đại học Tự chủ Quốc gia Mexico. Bà là tác giả của hơn 100 bài báo và hai cuốn sách về năng lượng, môi trường và phát triển bền vững. Bà đã đóng góp cho Hội đồng liên chính phủ về biến đổi khí hậu và năm 2018 được vinh danh là một trong 100 phụ nữ của BBC.
Tháng 6 năm 2023, Sheinbaum từ chức người đứng đầu chính quyền thành phố để tìm kiếm đề cử tổng thống của Morena trong cuộc bầu cử năm 2024. Tháng 9, bà giành được đề cử của đảng trước đối thủ gần nhất của mình, cựu ngoại trưởng Marcelo Ebrard. Tháng 6 năm 2024, bà giành chiến thắng vang dội trong cuộc tổng tuyển cử, trở thành nữ tổng thống đầu tiên của Mexico, đồng thời là tổng thống đầu tiên có gốc chủ yếu là người Do Thái.